# Alexandre-François de La Rochefoucauld
Pour les articles homonymes, voir La Rochefoucauld.
Alexandre-François, 1er comte de La Rochefoucauld (né à Paris dans la paroisse de l'église Saint-Sulpice, le 26 août 1767 et mort dans l’ancien 10e arrondissement de Paris, le 2 mars 1841), est un militaire, diplomate et homme politique français.

## Biographie
Alexandre François de La Rochefoucauld est le fils cadet du duc de Liancourt et de Félicité-Sophie de Lannion, et le frère de François XIII, duc de La Rochefoucauld.
Alexandre François de La Rochefoucauld embrasse d'abord la carrière des armes et suit, comme officier d'état-major à l'armée du Nord, le général La Fayette lors de la campagne de 1792. Les frontières françaises sont alors menacées par les armées combinées de la Russie et de l'Autriche. Après la chute de la monarchie, il quitta l'armée.
Cette manifestation et les tentatives qu'il fait, de concert avec sa famille, pour sauver le roi et la reine, appellent sur lui l'attention du nouveau gouvernement : mis hors la loi, il est obligé de fuir. Il ne revient en France que sous Consulat, « tiré de sa retraite » par le coup d'État du 18 brumaire.
Il épouse, en 1788, la fille du comte de Chastulé, officier aux Gardes-Françaises, riche propriétaire à Saint-Domingue, cousine germaine d'Alexandre de Beauharnais, dont la veuve, Joséphine de Beauharnais, est remariée avec le général Bonaparte. Cette parenté amène des « relations naturelles » entre le premier Consul et lui.

### Premier Empire
Napoléon Ier, qui désire se l'attacher, donne son épouse pour dame d'honneur à l'impératrice Joséphine, et marie leur fille au prince Aldobrandini, frère du prince Borghèse.
Placé à la tête de l'administration de Seine-et-Marne, lors de la création des préfectures, le comte de La Rochefoucauld devient, en l'an IX (16 octobre 1801), ambassadeur (ou chargé d'affaires ou ministre plénipotentiaire selon les sources) auprès de la cour de Saxe. Les ratifications du traité de Lunéville n'ont pas encore été échangées : sa mission est d'amener l'électeur à des dispositions plus favorables à la France, il y parvient.
Le 9 vendémiaire an XII, il est nommé membre de la Légion d'honneur, et en est nommé commandant le 25 prairial de la même année.

#### Ambassade à Vienne
La rupture du traité d'Amiens exerce une grande influence sur les affaires d'Allemagne.
La Rochefoucauld « montrant de l'habileté » dans ces diverses missions diplomatiques, « ses talents diplomatiques le firent juger, dans ces circonstances difficiles, digne d'un plus grand théâtre », et Napoléon l'envoya comme ambassadeur à Vienne (1er janvier 1805) en remplacement de Champagny. Il arrive dans cette ville le 6 janvier 1805.
L'érection du royaume d'Italie (1805), la réunion de la république de Gênes à l'Empire français, amènent bientôt, de la part de l'Autriche, des demandes formelles d'explication qui ne tardent pas à devenir des préludes de guerre. Le comte de La Rochefoucauld éclaire l'Empereur sur les sourdes menées du cabinet de Vienne, sur les armements considérables qui se font dans les États héréditaires des Habsbourg, et l'instruit du traité secret conclu entre l'Autriche, la Russie et l'Angleterre. Ayant reçu ordre de demander ses passeports, il quitte Vienne le 10 octobre 1805.
Il y est accrédité de nouveau le 16 janvier 1806, après la signature du traité de Presbourg. Alors, le protectorat de la confédération du Rhin, dont Napoléon vient d'être investi, force François II du Saint-Empire à renoncer au titre d'empereur germanique. L'ambassadeur français sait, « avec une rare habileté », atténuer l'impression que produit à la cour de Vienne cette modification importante introduite dans le système politique de l'Europe, impression que devait rendre plus irritante encore l'invasion du royaume de Naples, l'érection du grand-duché de Berg et l'envahissement du Hanovre.
En 1806, il quitte l'ambassade de Vienne pour se rendre à Berlin, où Napoléon se trouve alors. Il prend une part active aux négociations qui donnent à la Saxe une existence politique d'un ordre plus élevé (l'électorat de Saxe devenant le royaume de Saxe), et assurent ainsi son adhésion au système français.

#### Ambassade à Amsterdam
Le 11 février 1808, il est nommé à l'ambassadeur de Hollande : « il remplit, avec adresse et bonheur, cette nouvelle mission rendue si difficile par les dispositions secrètes » du roi Louis-Napoléon, dont le zèle pour les intérêts du pays qu'il gouvernait lui faisait péniblement supporter l'autorité de l'Empereur, son frère, et le contrôle incessant auquel ses mesures étaient soumises.
Par décret du 28 octobre 1808, Napoléon le fait comte de La Rochefoucauld et de l'Empire.
En 1809, les Anglais débarquent en Zélande. L'ambassadeur français déploie, dans cette circonstance critique, une activité remarquable, et on lui doit, en grande partie, la promptitude avec laquelle sont réunis les moyens qui préservèrent Anvers et ses chantiers d'une ruine presque certaine ; il est puissamment secondé par les Hollandais, dont « la loyauté et l'affabilité de son caractère a captivé l'estime et l'affection ».
Le roi de Prusse, connaissant toute son influence sur l'esprit des Hollandais, charge le comte de La Rochefoucauld d'appuyer de son crédit un emprunt qu'il veut faire en Hollande ; cet emprunt est rempli, et, en reconnaissance de ce service, le monarque lui envoie le cordon de l'ordre de l'Aigle noir, que Napoléon lui permit de le porter.
En décembre 1809, le divorce entre Joséphine et Napoléon met un terme aux fonctions de première dame d'honneur de la comtesse de La Rochefoucauld.

En 1810, l'Empereur prend la résolution de réunir le royaume de Hollande à l'Empire, si son frère se refuse à adhérer rigoureusement au blocus continental. De La Rochefoucauld use, dans cette circonstance délicate, « de toutes les ressources d'un esprit adroit » ; mais l'irritation des esprits est telle, à Amsterdam surtout, qu'il y courut des dangers personnels. Napoléon le rend, en quelque sorte responsable de l'abdication de son frère, et il doit porter le poids de son mécontentement. Aussi, rappelé à Paris à la fin de mai 1810, il manifeste le désir de ne plus être chargé de nouvelles missions ; et reste dans la vie privée. 

« À l'exemple de son vertueux père, il devint la Providence des malheureux ; il leur assura les secours qui soulagent la misère, et le travail qui la prévient. 150 ouvriers se réunirent dans une filature fondée par lui dans son domaine de Crèvecœur. »

— Lievyns, Verdot, Bégat, Fastes de la Légion d'honneur.

### Carrière parlementaire
Bien qu'il ait « semblé renoncer à la politique », il accepte toutefois, pendant les Cent-Jours (2 juin 1815) le titre éphémère de membre de la Chambre des pairs : qu'il perd trois mois plus tard, à la seconde Restauration.
Les électeurs du 3e arrondissement de l'Oise (Senlis) ne pouvaient pas trouver un « plus digne représentant », aussi, il le « dédommagèrent » en l'envoyant trois fois à la Chambre des députés, où sa place est constamment au centre gauche :
1. le 9 mai 1822, avec 276 voix (358 votants, 440 inscrits), contre 46 à Louis-Étienne Héricart de Thury. Il siège parmi les royalistes constitutionnels, mais n'est pas réélu en 1824 ;
2. le 21 avril 1828, en remplacement d’Étienne Maurice Gérard, qui a opté pour Bergerac (Dordogne)[4]. Élu par 174 voix (290 votants, 376 inscrits), contre 64 à Michel Nicolas Gérard de Blincourt et 28 à Héricart de Thury, il combat le ministère Polignac, est des 221, et obtient sa réélection,
3. le 3 juillet 1830, au collège de département de l'Oise, avec 173 voix sur 293 votants et 328 inscrits.

Le comte de La Rochefoucauld se rallie avec empressement au drapeau de 1830, et, partisan de la monarchie de Louis-Philippe Ier, il la défend à la Chambre des députés jusqu'aux élections du 5 juillet 1831, où il échoue, puis à la Chambre des pairs, où l'appelle une ordonnance royale du 19 novembre suivant.
Ayant hérité de sa mère l'ancien marquisat de Crèvecœur-le-Grand et son château, il est maire de la commune de 1830 à 1831 et conseiller-général du canton de Crèvecœur-le-Grand de 1831 à 1833.
Louis-Philippe le fait grand officier de la Légion d'honneur le 28 avril 1835.
Le comte Alexandre de La Rochefoucauld meurt à Paris le 2 mars 1841, « emportant avec lui l'estime et les regrets de ses concitoyens ». Inhumé au cimetière du Père-Lachaise (14e division, 2e ligne, no 26), son éloge funèbre fut prononcé au palais du Luxembourg par son collègue, le marquis de Pange.
En 1820, il achète l'Hôtel de Caraman, 28 rue Saint Dominique à Paris, qui prend alors le nom d'Hôtel d'Estissac et reste dans sa descendance jusqu'à sa vente, en 1929. Cet hôtel abrite aujourd'hui la Maison de la Chimie.
Après sa mort, le domaine et le château de Crèvecœur-le-Grand furent vendus, puis démantelés. Une aile du château abrite aujourd'hui la mairie, une autre une EHPAD.

## Famille et descendance
Fils cadet de François XII (1747-1827), duc de La Rochefoucauld et de Félicité-Sophie de Lannion (1745-1830), le comte de La Rochefoucauld avait pour frères et sœurs :
1. François XIII Armand Frédéric (1765-1848), 8e duc de La Rochefoucauld, duc de Liancourt, etc., marié en 1794 avec Marie-Françoise de Tott (1770-1854), dont postérité ;
2. Aglaé Émilie Joséphine (1774-1789) ;
3. Frédéric Gaëtan (1779-1863), marquis de Liancourt, marié en 1808 avec Marie Caroline Petronilla Schall de Bell (vers1794/1795-1870), « gräfin » von Schall-Riaucour, dont postérité ;

- Alexandre-François de La Rochefoucauld épousa, le 9 juin 1788 (mariage contracté à Paris le 9 juin 1788[2]), Adélaïde de Pyvart de Chastullé (16 août 1769 - 20 décembre 1814), 1re dame d'honneur de l'impératrice Joséphine (1804-1810), fille de François, comte de Pyvart de Chastullé et de Julie Laffilard. Ensemble, ils eurent :
  - Alexandrine Julie Clémentine de La Rochefoucauld (Paris, 20 août 1792 - Paris, 4 septembre 1792) ;
  - Adèle Marie Hortense Françoise de La Rochefoucauld (Paris, 15 septembre 1793 - Pise, 2 novembre 1877), dame du palais de l'impératrice Marie-Louise (1809-1814), mariée, le 11 avril 1809 à Paris, avec Francesco Borghèse (1776-1839), prince Aldobrandini et 7e prince de Sulmona (1832), dont postérité ;
  - Alexandre-Jules de La Rochefoucauld (Mello, 22 janvier 1796 - Paris, 21 avril 1856), 2e comte de La Rochefoucauld (1841), 2e duc d'Estissac (1840), colonel, aide de camp, député du Loiret, marié, le 11 septembre 1822 à Liancourt, avec Hélène Desolle (1803-1864), dont :
    - Postérité ;

  - Wilfrid Marie François de La Rochefoucauld (Paris, 8 février 1790 - 24 septembre 1876), marié le 30 novembre 1829 à Sennecey-le-Grand, avec Maria Cécile Pauline Lhuillier (née le 23 mars 1812 à Saulieu), dont :
    - Eugène Marie Alexandre Wilfrid de La Rochefoucauld (Sennecey-le-Grand, 2 octobre 1829 - Saint Maurice,  Algérie, 27 janvier 1897), sans postérité ;
    - Ernest Gustave François de La Rochefoucauld ( Sennecey-le-Grand, 2 octobre 1829 - ), sans postérité ;
    - Eugénie Alexandrine Cécile de La Rochefoucauild, religieuse du Sacré-Cœur (La Rochette, 22 juillet 1831 - Bourges, 27 janvier 1887) ;
    - Ernestine Lise de La Rochefoucauld (La Rochette, 25 août 1832 - La Rochette, 9 septembre 1832) ;
    - Louise, dite Blanche de La Rochefoucauld (La Rochette, 25 août 1837 - Paris 9è, 20 octobre 1870), mariée en 1860 avec Henry Litolff (1818-1891), musicien ;

  - François Joseph Polydore de La Rochefoucauld (Paris, 15 mai 1801 -Paris, 15 avril 1855), secrétaire d'ambassade à Saint-Pétersbourg (1824), marié :
(1°) le 2 décembre 1842 à Weimar avec Adélaïde Charlotte Nathalie de Bussche-Hünnefeld (17 février 1811 - 10 février 1847), dont un fils
(2°) le 9 septembre 1852 à Paris, avec Marie-Christine de Pracomtal (1830-1905), sans postérité ;
    - (1°) François Marie Clément Ernest Jules Aymar de La Rochefoucauld (Weimar, 29 décembre 1843 - 1925), comte de La Rochefoucauld, marié à Amiens le 22 décembre 1867 (divorce en 1885), avec Adrienne Gabrielle Marie de Morgan de Belloy (1845-1920), fille d'Adrien Marie Joseph de Morgan de Belloy et de Sophie Charlotte de Gomer. Sans postéfrité.

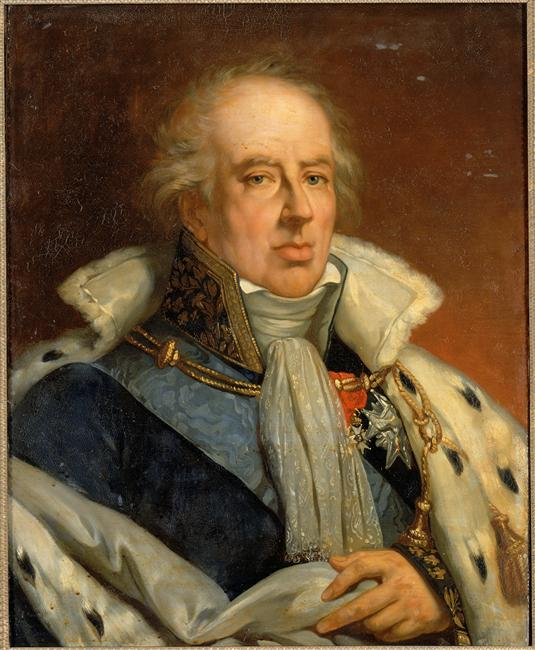
François XII (1747-1827), duc de La Rochefoucauld, père du comte
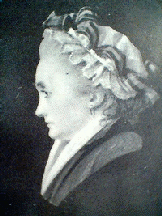
Felicité de Lannion (1745-1830), duchesse de La Rochefoucauld, mère du comte
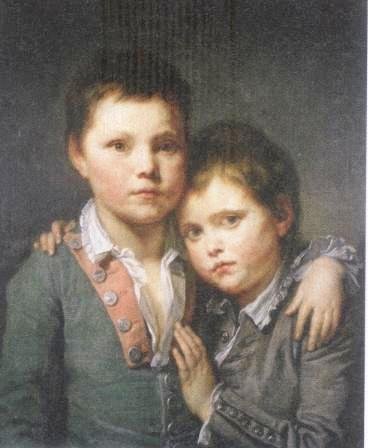
Portrait de François et d'Alexandre de La Rochefoucauld, Jean-Baptiste Greuze, vers 1772-1775
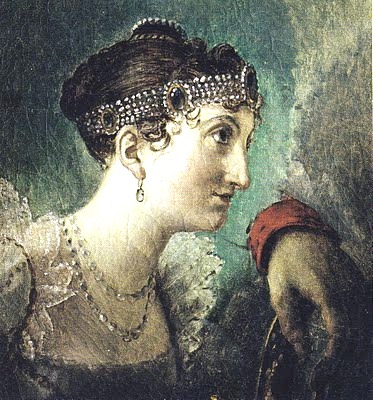
Adélaïde de Pyvart de Chastullé (1769-1814), comtesse de La Rochefoucauld

## Récapitulatifs

### Titres
- Comte de La Rochefoucauld et de l'Empire (décret du 28 octobre 1808, lettres patentes signées à Paris le 28 janvier 1809)[8],[9] ;
- Pair de France :
  - 2 juin 1815 - juillet 1815 (Cent-Jours) ;
  - 19 novembre 1831 - 2 mars 1841 (Monarchie de Juillet).

### Décorations
| Grand officier de la Légion d'Honneur | Chevalier de l'ordre royal et militaire de Saint-Louis | Ordre de l'Aigle noir |

- Légion d'honneur[1] : 
  - Légionnaire (9 vendémiaire an XII), puis,
  - Commandant (25 prairial an XII), puis,
  - Grand officier de la Légion d'honneur (28 avril 1835) ;
- Chevalier de l'ordre royal et militaire de Saint-Louis[2] ;
- Autorisé, au cours de l'année 1808, à accepter et à porter la décoration de l'ordre de l'Aigle noir de Prusse[2] ;

### Armoiries
| Image | Armoiries |
| ----- | --- |
|       | Armes du comte de La Rochefoucauld et de l'Empire Écartelé : au premier d'azur à la tête de lion arrachée d'argent qui est le signe des ministres employés à l'extérieur, au deuxième et troisième de gueules plein. Au quatrième burelé d'argent et d'azur à trois chevrons de gueules brochant sur le tout. Le premier écimé., - Livrées : les couleurs de l'écu. |
|       | Armes du comte de La Rochefoucauld, pair de France Burelé d'argent et d'azur, à trois chevrons de gueules, brochant sur le burelé, le premier chevron écimé. |